# David S. Burnett
Pour les articles homonymes, voir Burnett.
David S. Burnett (11 février 1900 – ) est un physicien britannique. Il est connu pour ses travaux en mécanique des fluides.

## Biographie
David Burnett fait ses études à l'université Robert Gordon d'Aberdeen. Il est mobilisé pour la Première Guerre mondiale jusqu'en 1919 puis retourne à l'université d'où il sort major en 1921.
Il intègre le collège Clare de l'université de Cambridge. Après un séjour de deux ans à Aberdeen sur l'étude de la propagation aérienne des ondes il soutient son PhD en 1930 à Cambridge sur ce sujet.
Il va ensuite en Afrique du Sud à l'université Rhodes où il devient professeur.
En 1960 il prend sa retraite de l'université et est invité par Sydney Chapman à l'observatoire de Boulder, dans le Colorado, où il restera quatre ans.
Par la suite il se retire à Aberdeen.

## Travaux
David Burnett est essentiellement connu pour sa solution de l'équation de Boltzmann à un ordre élevé du développement de la fonction de distribution, : les solutions de Burnett et « super-Burnett ».

## Ouvrages
- (en) S. Chapman, T. G. Cowling et D. Burnett, The Mathematical Theory of Non-Uniform Gases: An Account of the Kinetic Theory of Viscosity, Thermal Conduction and Diffusion in Gases (Third Edition), Cambridge University Press, 1970 (ISBN 0521075777)

## Distinctions
- Prix Rayleigh, 1927[1].